# Селчи
Селчи (итал. Selci) је насеље у Италији у округу Ријети, региону Лацио.
Према процени из 2011. у насељу је живело 623 становника. Насеље се налази на надморској висини од 250 м.

## Становништво
Према резултатима пописа становништва 2011. у општини је живело 1.106 становника.
| 1931. | 1936. | 1951. | 1961. | 1971. | 1981. | 1991. | 2001. | 2011. |
| ----- | ----- | ----- | ----- | ----- | ----- | ----- | ----- | ----- |
| 1.268 | 1.332 | 1.301 | 1.147 | 969   | 972   | 937   | 1.000 | 1.106 |